# Friedrich-Koenig-Gymnasium
Le Friedrich-Koenig-Gymnasium est un Gymnasium de Wurtzbourg, dans le quartier de Zellerau.

## Histoire
Le Gymnasium est fondé lors de l'année scolaire 1973-1974 et prend en charge des élèves auparavant au Röntgen-Gymnasium qui, avec 1 800 élèves, est alors le plus grand Gymnasium de Bavière. Il est baptisé en hommage à Friedrich Koenig, l'inventeur des presses d'imprimerie mécanisées. L'école adhère au projet Comenius avec des écoles d'Oulu en Finlande, de Hasselt en Belgique et de Vérone en Italie.
En 1991, on y enseigne l'économie. Dans l'après-midi, les élèves participent au programme de pensionnat du diaconat de Wurtzbourg.
Fin 2001, l'école sert de lieu d'exposition pour l'exposition itinérante Wir hatten noch gar nicht angefangen zu leben sur les jeunes dans les camps de concentration nazis de Moringen et d'Uckermark.
Lors de l'année scolaire 2003-2004, la classe 11d remporte le prix Jugend und Wirtschaft du Frankfurter Allgemeine Zeitung et de l'Association des banques allemandes.
Du 19 juin au 23 juillet 2006 a lieu la première étape de l'exposition itinérante sur Anne Frank, organisée par l'Akademie Frankenwarte et soutenue par le forum Jeunesse et Politique de la fondation Friedrich-Ebert. En 2005, la Schülerlabor est fondée.
En 2014, quatre élèves préparant l'abitur participent au jeu télévisée Quizduell et remportent une cagnotte de 22 000 euros.

## Anciens élèves
- Claus Reitmaier (né en 1964), ancien joueur et entraîneur professionnel de football.

## Source de la traduction
- (de) Cet article est partiellement ou en totalité issu de l’article de Wikipédia en allemand intitulé « Friedrich-Koenig-Gymnasium » (voir la liste des auteurs).